# Siemion Sokołowski
Siemion Jakowlewicz Sokołowski, ros. Семён Яковлевич Соколовский (ur. ?, zm. ?) – rosyjski urzędnik konsularny i dyplomata.
Radca dworu. Dwukrotnie pełnił funkcję chargé d'affaires Rosji w Gdańsku (1786-1787 i 1790-1793), następnie konsula w Göteborgu (1793-1795).